# バスケット・オブ・ライト
『バスケット・オブ・ライト』（Basket of Light）は、イギリスのフォークロック・バンド、ペンタングルが1969年に発表した3作目のアルバム。

## 解説
収録曲「ライト・フライト」は、BBC Oneのテレビドラマ『Take Three Girls』の主題歌に起用された。
本作は全英アルバムチャートで合計28週トップ10入りして、最高5位を記録し、ペンタングル唯一の全英トップ10アルバムとなった。また、全英シングルチャートでは「ワンス・アイ・ハド・ア・スウィートハート」が1969年6月3日付のチャートで46位となり、続く「ライト・フライト」は最高43位を記録した。
Richie Unterbergerはオールミュージックにおいて5点満点中4.5点を付け「彼らの最もプログレッシブかつ刺激的な作品である」と評している。また、鮎沢裕之は本作の音楽性を「メンバーのソロに流されることなく、どの曲においても歌と演奏をきっちりと融合させているのは、とりも直さずメンバー個々のベクトルがここで真に結束した証左といえるのではないだろうか」と説明している。
後のリマスターCDに収録されたボーナス・トラックのうち、「アイ・ソウ・アン・エンジェル」はシングル「ワンス・アイ・ハド・ア・スウィートハート」のB面曲として発表されたバンドのオリジナル曲で、「コールド・マウンテン」はシングル「ライト・フライト」のB面に収録されたトラッド・ソングである。

## 収録曲
特記なき楽曲は、トラディショナル・ソングをメンバー5人がアレンジしたもの。
1. ライト・フライト - "Light Flight" (Bert Jansch, John Renbourn, Danny Thompson, Terry Cox, Jacqui McShee) - 3:18
2. ワンス・アイ・ハド・ア・スウィートハート - "Once I Had a Sweetheart" - 4:38
3. 春の約束 - "Springtime Promises" (B. Jansch, J. Renbourn, D. Thompson, T. Cox, J. McShee) - 4:08
4. ライク・ウェイク・ダージ - "Lyke-Wake Dirge" - 3:34
5. トレイン・ソング - "Train Song" (B. Jansch, J. Renbourn, D. Thompson, T. Cox, J. McShee) - 4:47
6. ハンティング・ソング - "Hunting Song" (B. Jansch, J. Renbourn, D. Thompson, T. Cox, J. McShee) - 6:43
7. サリー・ゴー・ラウンド・ザ・ローゼズ - "Sally Go 'Round the Roses" (Lona Stevens, Zell Sanders) - 3:38
8. ザ・カッコー - "The Cuckoo" - 4:28
9. ハウス・カーペンター - "House Carpenter" - 5:26

### リマスターCDボーナス・トラック
下記の曲順は2010年発売の日本盤CD (UICY-94643)に準拠。2001年発売のイギリス盤リマスターCD (CMRCD207)は、「サリー・ゴー・ラウンド・ザ・ローゼズ」の別ヴァージョン2つが先に収録され、その後「コールド・マウンテン」、「アイ・ソウ・アン・エンジェル」と続く。
1. コールド・マウンテン - "Cold Mountain"
2. アイ・ソウ・アン・エンジェル - "I Saw an Angel" (B. Jansch, J. Renbourn, D. Thompson, T. Cox, J. McShee)
3. サリー・ゴー・ラウンド・ザ・ローゼズ（オルタネイト・ヴァージョン1） - "Sally Go Round the Roses" (L. Stevens, Z. Sanders)
4. サリー・ゴー・ラウンド・ザ・ローゼズ（オルタネイト・ヴァージョン1） - "Sally Go Round the Roses" (L. Stevens, Z. Sanders)

## 参加ミュージシャン
- ジャッキー・マクシー - ボーカル(all songs)
- バート・ヤンシュ - ボーカル(on #3, #5, #6, #9)、アコースティック・ギター、バンジョー
- ジョン・レンボーン - ボーカル(on #4, #6, #7)、アコースティック・ギター、シタール
- ダニー・トンプソン - ダブルベース
- テリー・コックス - ボーカル(on #4, #6)、ドラムス(on #1, #2, #3, #5, #6, #7)、ハンド・ドラム(on #4, #8, #9)、グロッケンシュピール(on #2, #6, #8)、ハイハット(on #9)